# 梅原文雄
梅原 文雄（うめはら ふみお、1912年（明治45年）6月6日 - 1986年（昭和61年）11月14日）は、日本の実業家、合唱指揮者。元共和証券株式会社取締役社長、逝去時同社監査役。

## 経歴
神奈川県に生まれる。慶應義塾幼稚舎、慶應義塾普通部を経て、1935年（昭和10年）慶應義塾大学経済学部卒業。在学時は慶應義塾ワグネル・ソサィエティーに所属。バリトンソリスト及び学生指揮者として活躍した。木下保に師事。
1935年（昭和10年）から家業の共和証券株式会社に奉職。
1939年（昭和14年）に、慶應ワグネルの指揮者であった山口雅章が死去し、その後「やむをえず」（第88回定期演奏会（1963年）プログラムにおける梅原の寄稿より）OBの梅原が合唱パートの指揮者を引き継ぐこととなった。家業の証券業の傍ら「会社勤務以外の私生活はほとんどワグネルのためにつぶされたといっても過言ではなかった」。
この努力には「恩師木下先生の音楽と精神を後輩に伝達しなければならない一つの使命感」と「大塚淳先生のひたむきなワグネル愛の伝統に私自身従わねばならない運命感」があったという。
梅原は、活動の本拠地であった三田キャンパスの大講堂が空襲で消失するという苦難や、戦間期の活動の中断を乗り越え、戦後に合唱パートをいち早く復興させ、現在のワグネルの基礎を固めた。また梅原は1953年（昭和28年）の卒業生を中心に6月に慶應義塾ワグネル・ソサィエティーOB合唱団を発起人総代として発足させ初代会長に就任した。しかしながら本業が多忙となり同年に指揮者を辞任せざるを得なくなった。以後は会社の発展に努めつつ、学生のアドバイス役として木下の再招聘をサポートした。
さらには1962年（昭和37年）に慶應義塾ワグネル・ソサィエティー男声合唱団三田会（OB会）を発足させ初代会長に就任。病を得るまで会長職を務め、現役団員の活動の支援とOBの親睦に努めた。その後、名誉会長に就任。
1986年（昭和61年）11月14日逝去。74歳没。

## エピソード
慶應義塾では、「先生」は福澤諭吉一人であるという考えから、敬称を「君」とするのが習わしとなっている。慶應義塾ワグネル・ソサィエティー男声合唱団も同様に、外部招聘の音楽家のみを「先生」と呼んでいるが、梅原だけは唯一の例外として、OBの一人ではあるが「梅原先生」と呼ばれ、長く団員及びOBの精神的な支柱として敬愛された。